# Ханьянский арсенал
Ханьянский арсенал (кит. трад. 漢陽兵工廠 , упр. 汉阳兵工厂, пиньинь Hànyáng Bīnggōngchǎng) это был один из крупнейших военных арсеналов Китая.

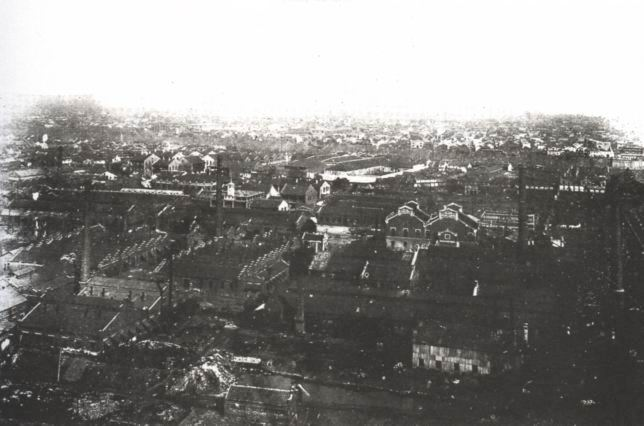
Фотография Ханьянского арсенала

## История
Первоначально известный как арсенал Хубэй, он  был основан в 1891 году чиновником династии Цин Чжан Чжидуном, который направил средства, предназначенные для флота в Гуандуне, на строительство арсенала. Стоимость строительства составила 250.000 фунтов стерлингов, строительство заняло около четыре года. 23 апреля 1894 года строительство было завершено, и арсенал, занимающий около 40 акров (160.000 м2), мог начать производство малокалиберных пушек. Здесь производились винтовки, скорострельное оружие и патроны.
14 июня 1894 года промышленная авария вызвала пожар на арсенале, уничтоживший все оборудование и большую часть строений. Ущерб составил 1.000.000 долларов. Уже в июле того же года начались восстановительные работы, и в августе 1895 года арсенал полностью возобновил работу, начав производство немецких винтовок Gewehr 1888, которые на местном уровне назывались 7,92-см винтовками Маузера Тип 88. Сегодня эти винтовки известны как Hanyang 88 или винтовка Type 88. Одновременно началось производство боеприпасов для этих винтовок со скоростью 13.000 патронов в месяц.
На содержание арсенала ежегодно обходилось 500.000 лян серебра; здесь производились винтовки системы Маузера, используя сталь, поступающую с металлургических предприятий в районе Ханьяна. Район окружали месторождения железной руды и угля. Китайская армия приобрела 160.000 винтовок Маузера, а также горные орудия и из малокалиберные версии. Для стрелкового оружия в соседней фабрике производился бездымный порох. Сам арсенал выпускал 40 винтовок в день и 6 полевых орудий в месяц. Ежедневно производилось: 300 снарядов, 35.000 винтовочных патронов и 1000 фунтов бездымного пороха. Продукция перевозилась по реке Янцзы до Уханя.
Во время восстания боксеров в 1900 году арсенал снабдил повстанцев более чем 3000 винтовок и 1 миллионом патронов.
В 1904 году арсенал внес несколько модификаций в конструкцию винтовки Type 88 и одновременно расширил производственные мощности до 50 винтовок и 12.000 патронов в день.

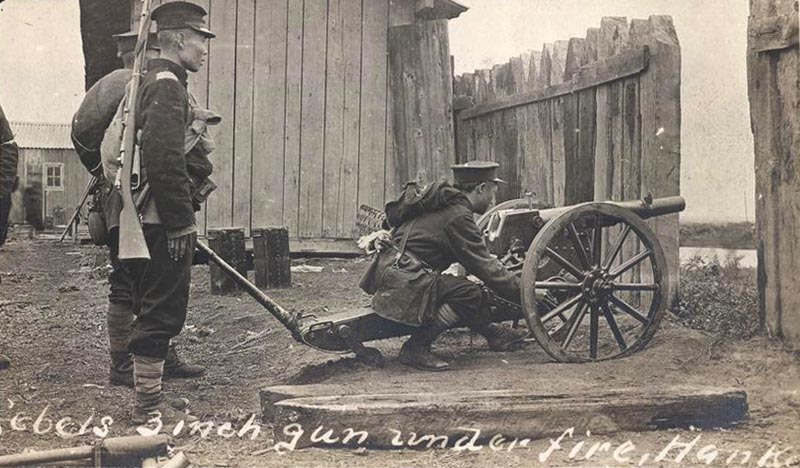
57-мм пушка производства арсенала Хэнъян

Качество огнестрельного оружия, производимого в этот период, в целом было низким, поскольку местные металлургические заводы часто плохо оснащены и неэффективно управлялись.
Благодаря близости к Ухани, революционеры во время Учанского восстания (в рамках Синьхайской революции) в значительной степени вооружились иностранным и местным оружием, хранившимся на этом арсенале - около 7.000 винтовок, 5 миллионов патронов, 150 пушек и 2.000 снарядов. Арсенал, поддерживавший революцию, перешел на круглосуточное производство оружия и боеприпасов.
После провозглашения Китайской республики арсенал расширялся многократно, и объемы производства резко выросли. Однако качество продукции по прежнему оставалось низким. В 1917 году при арсенале была открыта школа подготовки кадров. В 1921 году началось производство копий пулемета Браунинг М1917 и пистолета Маузер М1932. В 1930 году винтовка Type 88 вновь была модифицирована - был удлинен штык. В 1935 году на арсенале производство версии пулемета Максима - Тип 24 (Type 24 HMG), основанной на чертежах немецкого MG08.
Когда в 1938 году Императорская армия Японии приблизилась к Ханьяну и Уханю, арсенал был вынужден эвакуироваться в Хунань. Часть оборудования и ресурсов была распределена между другими арсеналами по всей стране. В провинции Хунань продолжился выпуск винтовки Type 88 и ее карабина, а также китайской версии винтовки Чан Кайши, известной также как Тип Чжунчжэнь (Chungcheng).
После Второй мировой войны заказы на арсенал постепенно прекратились, и 1 июля 1947 года он был закрыт. Большая часть оборудования была перевезена в Чунцин, где она легла в основу последующего вооруженного производства, включая завод Chongqing Jianshe. Многие высокопоставленные сотрудники арсенала перебрались на Тайвань, где стали основной современных тайваньских оружейных предприятий.

## Произведенное оружие
- Type 88
- Type 68
- Type 24
- Mauser C96
- Type 30 (пулемет)